# マンコス川
マンコス川（マンコスがわ、Mancos River）は、アメリカ合衆国の川。別名サン・ラサロ川（西: El Rio de San Lazaro）。川の長さは85.4マイル（137.4 km）。サン・フアン川の支流である。コロラド州マンコス付近で東マンコス川と西マンコス川が合流してマンコス川となり、ニューメキシコ州のフォー・コーナーズ付近でサン・フアン川へ注ぐ。